# Nákupní galerie Atrium
Nákupní galerie Atrium (též Charles Square Center) je multifunkční budova s administrativními a obchodními prostory na rohu Karlova náměstí a Resslovy ulice v Praze. Konají se tu různé kulturní a společenské akce, například výstava fotografií celebrit na podporu UNICEF, Mikulášská nádilka, charitativní vánoční sbírka atd.

## Charakteristika budovy
Základní architektonické vlastnosti budovy:
- stavba podle architektů z Lohan Associates proběhla v letech 2000–2002
- investor byla firma Golub Europe, dodavatel stavby Metrostav, divize 9
- administrativní a obchodní budova je ve stylu architektury 21. století
- zakázka na fasádní plášť byla v rozsahu 100–149 milionu Kč, dodala firma Sipral
- půdorys je přibližně obdélník, v jehož středu je zastřešené atrium
- obchody a služby jsou v přízemí a 1. patře, ve vyšších patrech jsou kanceláře.

## Seznam obchodů a služeb

### Obchody

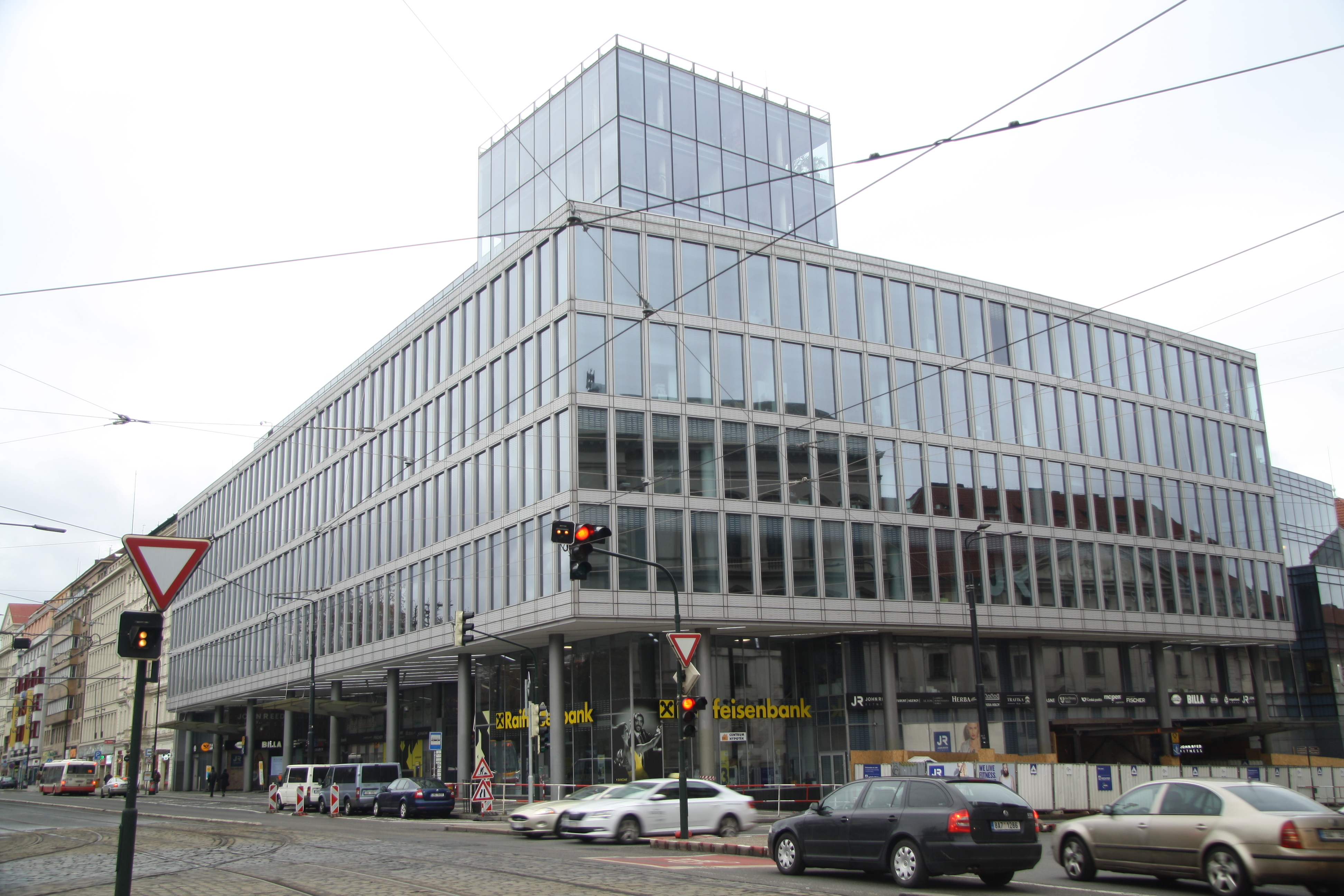
Pohled ze severovýchodu

- Supermarket Billa
- papírnictví McPen[6]
- drogerie Teta
- zdravá výživa Herba
- trafika Don Pealo[7]
- květinový klub[8]

### Služby
- cestovní kancelář Fischer Group
- Česká pošta[9]
- laserová dermatologická klinika Altos
- pobočka Raiffeisenbank

### Gastro
- kavárna CrossCafe[10]
- VeganLand